# Animetal Marathon III
O terceiro álbum do Animetal chamado Animetal Marathon III~Tsuburaya Pro Hen~ foi lançado dia 21 de outubro de 1998 pela gravadora Sony Music Japan.
- Set List

01 - Ultra Q Main Title~Ultra Q no Theme~
02 - Ultraman no Uta
03 - Ultra Seven no Uta
04 - Ultra Seven
05 - Mighty Jack no Uta
06 - Kyoufu no Machi
07 - Kaette Kita Ultraman
08 - Mat no Theme
09 - Mirrorman no Uta
10 - Ultraman A
11 - Tac no uta
12 - Redman
13 - Triple Fighter no Uta
14 - Kinkyuu Shirei 10-4, 10-10
15 - Fireman
16 - Jumborg A
17 - Tatakae! Jumborg 9
18 - Ultraman Tarou
19 - Ultraman Leo
20 - Tatakae! Ultraman Leo
21 - Hoshizora no Ballad
22 - Saru no Gundan
23 - Yuke! Bornfree
24 - Come On! Aztekaizer
25 - Tatakae! Aizenborg
26 - Seishun no Tabidachi
27 - Kyouryuu Sentai Koseidon
28 - The Ultraman
29 - Ultraman 80
30 - Andro Melos
31 - Yume no Hero
32 - Take Me Higher
33 - Ultraman Dyna
34 - Kaijuu Boosk
- Membros
- Eizo Sakamoto (Vocal)
- Kihebi Kabane "She-ja" (Guitarra)
- Masaki Kurata (Baixo)
- Katsuji Kirita (Bateria)